# Henrique Bonifacio
Henrique Bonifácio Gomes da Costa, também conhecido domo  Henrique Bonifácio (Niterói - RJ, 4 de novembro de 1954) é  artista plástico brasileiro que atua nas áreas de pintura, desenho e escultura.

## Biografia
Concluiu em 1980 o curso de graduação em Programação Visual na Universidade Federal do Rio de Janeiro - UFRJ. Fez também a Escola de Belas Artes na UFRJ de 1975 a 1980 e ainda cursou a Escola Fluminense de Belas Artes de 1971 a 1974.
Dentre suas exposições individuais vale destacar: em 1988 na Sala Anselmi, em Viterbo, Itália; em 1994 na Galeria Idéia, o Rio de Janeiro; em 1995 no Consulado Brasileiro em Milão, na Itália; em 1996 no Centro Cultural Franco-Moçambicano, em Maputo, Moçambique e em 1997 no Tribunal Supremo De Elecciones, em San Jose, Costa Rica.
Inúmeras foram suas participações em coletivas, valendo mencionar em 1985 na Galeria Contraponto - RJ, em 1987 na Galeria Santiago e Chalub em Niterói - RJ e no Espaço Cultural Petrobrás - RJ e em 1996 na Galeria Overseas, em Miami - EUA.
Sua obra está representada nas seguintes coleções: Petrobrás; Banco Central; Prefeitura de Niterói; Prefeitura da Cidade de Viterbo; Consulado Brasileiro em Milão; Embaixada Brasileira em Maputo; Embaixada Brasileira em Costa Rica.
O Dicionário Louzada de Artistas Plásticos faz menção ao artista e sua obra.

## Vida Pessoal
Henrique Bonifácio é casado com Kátia Regina Ferreira Gomes da Costa.
Em agosto de 1999, através de Projeto de Lei do Deputado Wolney Trindade recebeu da Assembleia Legislativa do Rio de Janeiro (ALERJ) a Medalha Tiradentes.

## Algumas Exposições
2009 - Centro Cultural dos Correios - RJ
2008 - Câmara dos Deputados - Brasília - DF
2001 - Galeria de Arte Portal - SP
1996 - Galeria Borghese - Niterói - RJ
1989 - Museu Antonio Parreiras (MAP) Niterói - RJ

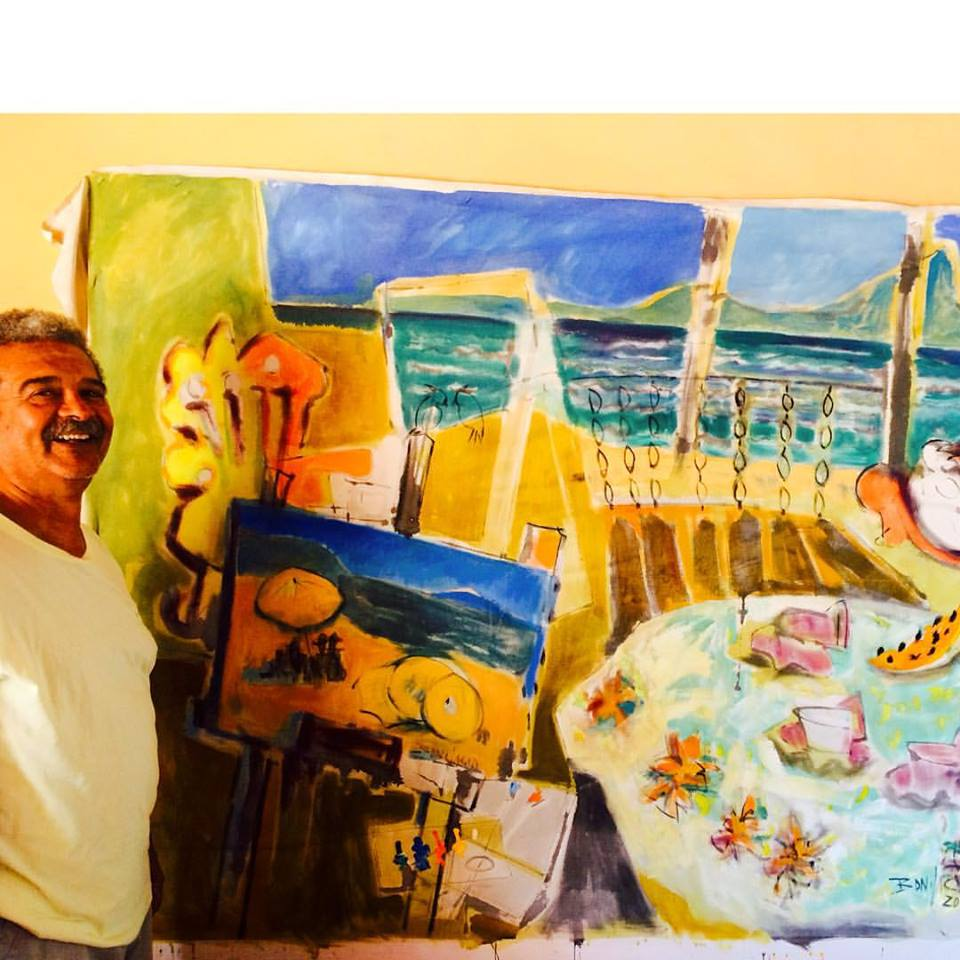
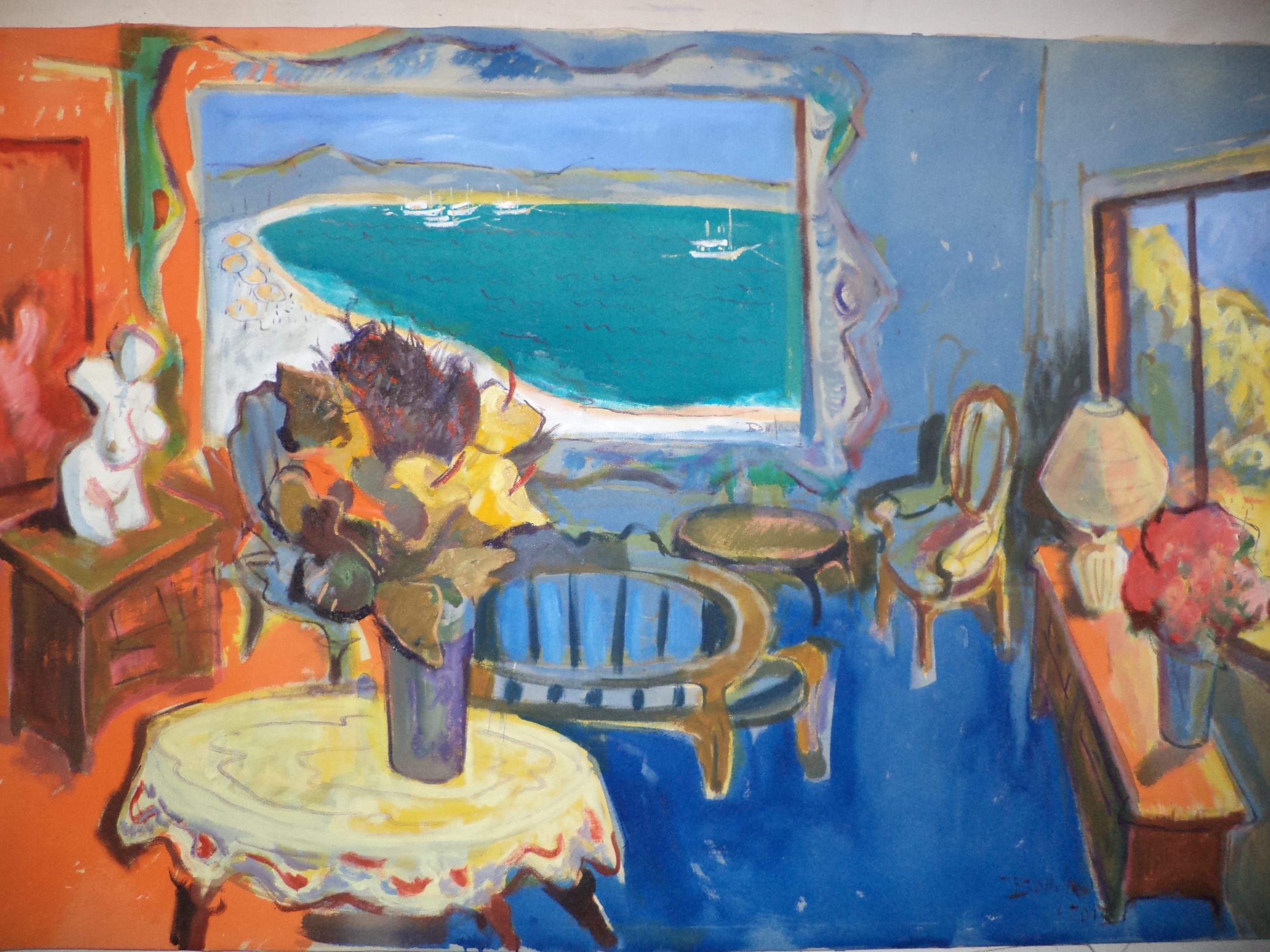
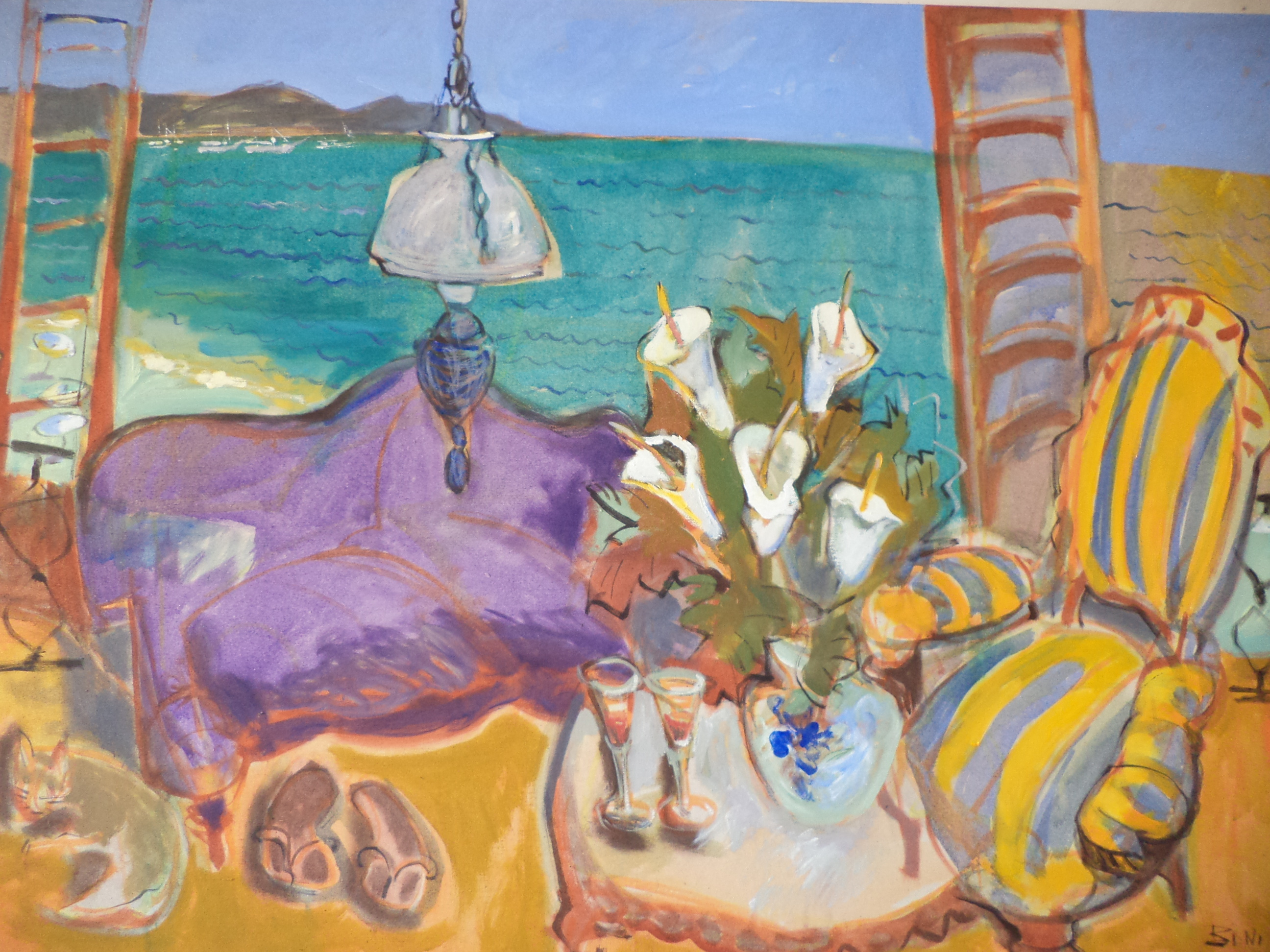
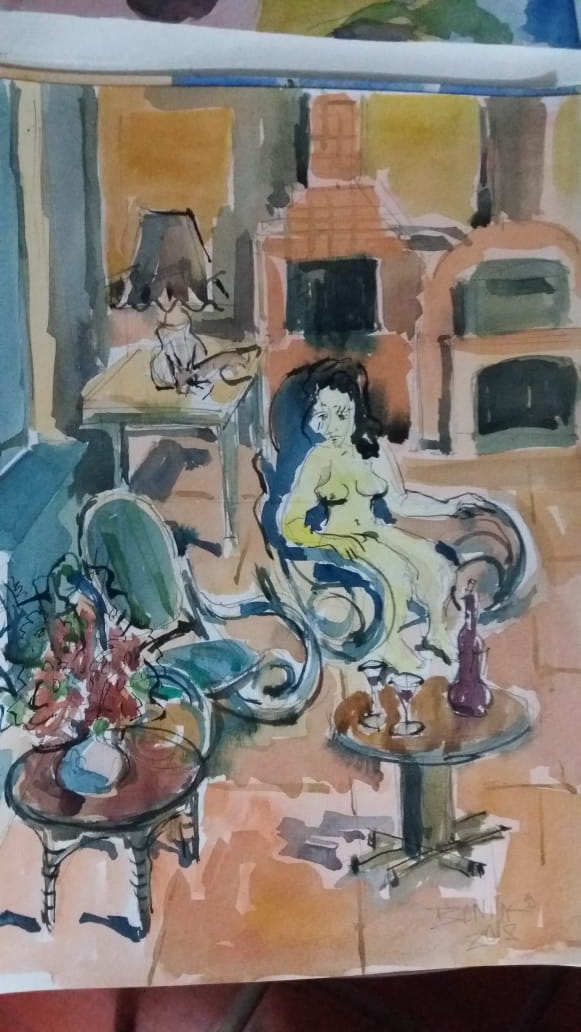
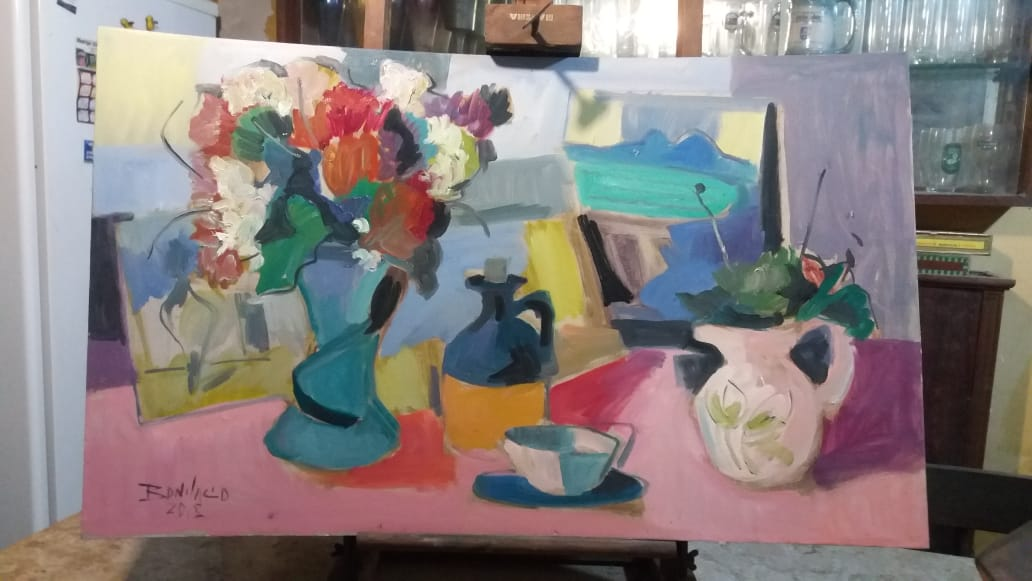
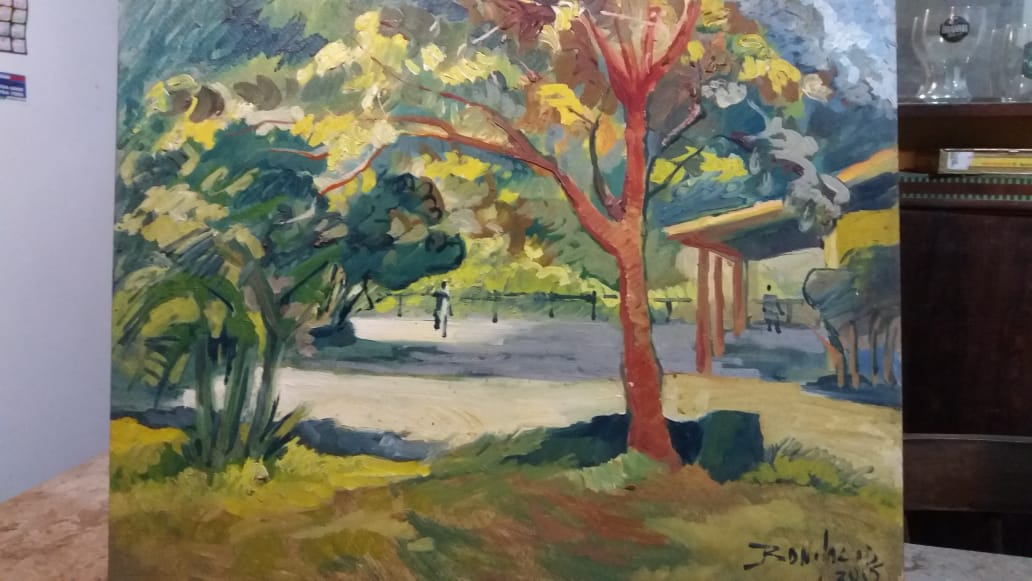
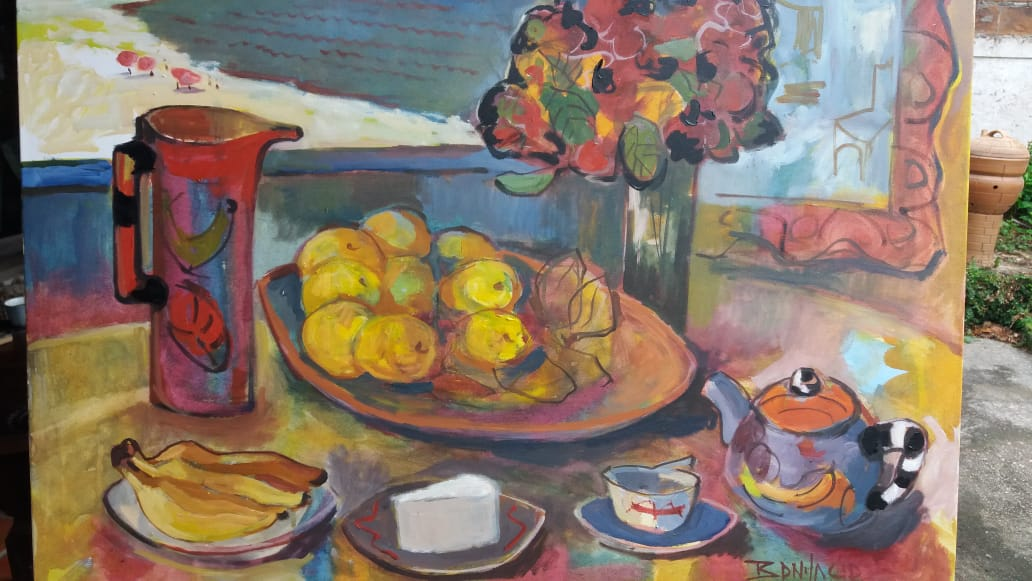

## Títulos
- Imortal da Academia Brasileira de Belas Artes.
- Medalha Tiradentes (conferida pela Assembléia Legislativa do Rio de Janeiro).
- Medalha de ouro pela Sociedade Brasileira de Belas Artes.
- Membro do Salão de Beauregard na França.